# Норт-Ист-Дербишир
Норт-Ист-Дербишир (Северо-восточный Дербишир, англ. North East Derbyshire) — неметрополитенский район (англ. non-metropolitan district) в церемониальном графстве Дербишир в Англии. Административный центр — деревня Уингерворт.

## География
Район расположен в северо-восточной части графства Дербишир, граничит на севере с графством Саут-Йоркшир, с трёх сторон окружает город Честерфилд.

## Состав
В состав района входит 4 города:
- Дронфилд
- Килламарш
- Клей Кросс
- Экингтон

и 20 общин (англ. civil parish):
| - Ашовер - Барлоу - Бракенфилд - Брамптон - Калоу - Грассмур, Хасленд энд Уинсвик - Хит энд Холмвуд - Холмсфилд - Холимурсайд энд Уолтон - Мортон | - Норт-Уингфилд - Пилсли - Ширленд энд Хайэм - Стреттон - Саттон - Темпл Нормантон - Таптон - Анстон - Уэссингтон - Уингерворт |